# The Riot Squad
The Riot Squad war eine britische Beatgruppe, die Mitte der 1960er Jahre von den Produzenten Larry Page und Joe Meek erschaffen wurde.
Sie nahmen von 1965 bis Mitte 1967 sieben Singles auf und waren im Grunde eine reine Studiogruppe. Zu den Mitgliedern zählten zeitweise u. a. auch Jon Lord, Mitch Mitchell oder Graham Bonney. 
Ihre Songs waren stark R'n'B angehaucht und erinnerten z. B. an Graham Bond. Nach der letzten Single gingen die Musiker auseinander.

## Mitglieder
- Bob Evans
- Terry Clifford
- Butch Davis
- Dell Roll
- Rodger Crisp
- Mike Martin

## Diskografie
- Anytime / Jump (1965)
- I Wanna Talk About My Baby / Gonna Make You Mine (1965)
- Nevertheless / Not A Great Talker (1965)
- Cry Cry Cry / How Is It Done (1966)
- I Take It That We're Through / Working Man (1966)
- It's Never Too Late To Forgive / Try To Realise (1966)
- Gotta Be A First Time / Bitter Sweet Love (1967)